# Manny Charlton
Manny Charlton (La Línea de la Concepción, Cádiz, España, 25 de julio de 1941-Dallas, Texas, 5 de julio de 2022) fue un guitarrista de metal escocés de origen español, conocido mayormente por haber formado parte del grupo escocés de  heavy metal Nazareth.
La Revista Rolling Stone colocó a Manny en el número 30 de los 100 mejores guitarristas en la historia del heavy metal.

## Biografía
La familia de Charlton se mudó de La Línea a Dunfermline, Escocia, cuando este contaba dos años de edad.
Comenzó su carrera musical en 1958. Fue miembro fundador de Nazareth en 1968, junto al vocalista Dan McCafferty, grupo donde desempeñó el puesto de guitarrista hasta su alejamiento en 1990.
Vivió en Córdoba, Andalucía, España. Falleció el 5 de julio de 2022 en Dallas, Texas, EE. UU.

## Discografía en solitario
- Drool (1999)
- Bravado (2000)
- Stonkin' (2002)
- Klone This (2003)
- Say the Word (2004)
- Sharp (2004)
- Sharp Re-Loaded (2005)
- Americana Deluxe (2007)
- Then There's This (2008)
- Hellacious (2013)
- Solo (2016)